# Sferische aberratie

Onder sferische aberratie wordt in de geometrische optica verstaan de afbeeldingsfout van een lens, een spiegel of een lenzenstelsel, die wordt veroorzaakt doordat bij een zuivere bolvorm parallelle lichtstralen die op verschillende afstanden van de optische as binnenvallen, niet in hetzelfde brandpunt samenvallen.
Voor lenzen en spiegels is dit te ondervangen door ze niet sferisch (bolvormig) maar asferisch, bijvoorbeeld paraboloïdisch, te slijpen. Dit heeft weer het nadeel dat lichtstralen die schuin invallen nog steeds niet in één brandpunt samenvallen. Deze afwijking wordt coma genoemd.
Sferische aberratie is ook te verminderen door lenzen uit meerdere elementen samen te stellen tot zogenaamde lenzenstelsels.
Sferische aberratie kan bij spiegeltelescopen opgeheven worden door het plaatsen van een correctie-element in de lichtweg. Veel gebruikte correctie-elementen zijn de Schmidtcorrector, de Maksoetov-meniscuslens en de Klevtsov-Mangin-lens. Andere telescooptypes, zoals de Newton-, de Cassegrain- en de Ritchey-Chrétien-telescoop, hebben niet-sferische spiegels, waardoor deze correctie niet nodig is. Ze zijn echter moeilijker te maken of hebben andere afwijkingen, zoals coma of astigmatisme.

## Trivia
De hoofdspiegel van de Hubble-ruimtetelescoop was zeer nauwkeurig in de verkeerde vorm geslepen, waardoor hij een aanzienlijke sferische aberratie vertoonde en vrijwel onbruikbaar was. Bij de eerste "servicebeurt" door een Spaceshuttle is hij voorzien van corrigerende lenzenstelsels waardoor de beeldkwaliteit op het beoogde niveau kwam.